# OPEN！ OPEN！
《OPEN！ OPEN！》，是一部於2015年上映的真人動畫電影，為統一超商OPEN小將誕生10周年紀念電影，為簡嫚書首部電影執導處女作並擔任女主角。由曹晏豪、洪都拉斯、翁虹、施文彬領銜主演。台灣原訂於2015年8月7日上映，因受蘇迪勒颱風影響順延至2015年8月28日上映。台灣總票房為新台幣800萬元。

## 演員陣容
| 演員     | 角色名稱 | 介紹                     |
| 簡嫚書   | 花花     | 害羞的雜貨店女孩         |
| 曹晏豪   | 鳳梨頭   | 爽朗又有點白目的大男孩   |
| 洪都拉斯 | 阿洪     | 柑仔店的創意點子王       |
| 翁虹     | 辣嬸     | 超凍齡時尚環保女神       |
| 施文彬   | 超市老闆 | 與阿洪亦敵亦友的競爭對手 |

### OPEN家族
| 配音員   | 角色名稱   | 介紹                                                                                         |
| 蔣篤慧   | OPEN小將   | 被女王指派為隊長的隊員，超能力是「讀心術」                                                   |
| 丘梅君   | Please美眉 |                                                                                              |
| 曹冀魯   | LOCK小醬   | 被女王指派留守基地的小將，超能力是「質能轉換」。後來也跑到地球，並與心中的地球女神辣嬸見面。 |
| 林佑俽   | 小桃       | 超能力是「邏輯推理」                                                                         |
| 王瑞芹   | 條碼貓     |                                                                                              |
| 符爽     | 小竹輪     |                                                                                              |
| 錢欣郁   | 小肉粽     | 超能力是「重力控制」                                                                         |
| 馬克媽媽 | 白星女王   |                                                                                              |

### 其他演員
| 演員   | 角色名稱 | 介紹 |
| 高宇蓁 | 阿嬌姐   |      |
| 張嘉雲 | 張阿姨   |      |
| 王思平 | 王老師   |      |
| 乾德門 | 李伯伯   |      |
| 小豪   | 洋洋     |      |
| 楊進元 | 眼鏡仔   |      |

### 客串演出
| 演員   | 角色名稱               | 介紹                                       |
| 黃子佼 | 電視節目主持人         | 關鍵時刻電視節目主持人、開運電視節目主持人 |
| 杜妍   | 開運電視節目助理主持人 | 拿節目說明道具的助理                       |
| 安妮   | 鳳梨頭的老師           | 被花花誤會成鳳梨頭的女朋友                 |

## 電影歌曲
| 曲別       | 歌名         | 演唱者       | 作詞           | 作曲           | 備註 |
| 主題曲     | 戰神         | MP魔幻力量   | MP魔幻力量廷廷 | MP魔幻力量廷廷 |      |
| 抒情主題曲 | 恆星         | 劉學甫、沈懿 |                |                |      |
| 插曲       | 偷偷的       | MP魔幻力量   | MP魔幻力量廷廷 | MP魔幻力量廷廷 |      |
| 插曲       | 我無法不愛你 | MP魔幻力量   | MP魔幻力量廷廷 | MP魔幻力量廷廷 |      |
| 插曲       | 黑白切       | MP魔幻力量   | MP魔幻力量廷廷 | MP魔幻力量廷廷 |      |
| 插曲       | 我還是愛著你 | MP魔幻力量   | MP魔幻力量廷廷 | MP魔幻力量廷廷 |      |
| 插曲       | 空中飛人     | MP魔幻力量   | MP魔幻力量廷廷 | MP魔幻力量廷廷 |      |

## 工作人員
- 監製：黃心懋、李昭樺、藍海瀚、麻生汶
- 製作人：麻生汶、黃萬伯、李建昌
- 導演：簡嫚書、張修誠
- 編劇：李懿芳、陳明潔
- 編劇單位：魯蛋叔叔工作室
- 聲音導演：曹冀魯、陳國偉、林志忠
- 聲音單位：偉憶數位錄音
- 動畫導演：李昭樺
- 特效動畫：劉綺珊、小谷創、魏鴻、林家齊、吳至正
- 攝影：馮信華
- 製片統籌：張志偉
- 製作公司：華文創電影、兔將影業、統一國際開發、中國信託

## 拍攝場景

### 桃園市楊梅區
- 富岡老街
- 楊梅車站

### 宜蘭縣羅東鎮
- 北成橋

## 票房
最終全台票房1000萬。

## 外部連結
- OPEN！ OPEN！的Facebook專頁
- Yahoo奇摩電影上《OPEN！ OPEN！》的資料（繁體中文）
- 開眼電影網上《OPEN！ OPEN！》的資料（繁體中文）
- 豆瓣电影上《OPEN！ OPEN！》的資料 （简体中文）
- 时光网上《OPEN！ OPEN！》的資料（简体中文）
- 香港影庫上《OPEN！ OPEN！》的資料（繁體中文）
- 互联网电影数据库（IMDb）上《OPEN！ OPEN！》的资料（英文）

| 台灣 緯來電影台 週六晚間九點全台首播 |
| ------------------------------------ |
| OPEN！ OPEN！ 2016.02.06             |